# Jeśli czegoś pragniesz
Jeśli czegoś pragniesz – trzeci singel zespołu Feel z albumu Feel 2, wydany w maju 2010 roku.
Przebój był promowany w wybranych rozgłośniach radiowych, zajął m.in. 11. miejsce na liście Top 15 Wietrznego Radia w notowaniu 866, 9. pozycję na Liście Przebojów Radia WAWA czy też 2. miejsce na Liście Przebojów Radia dla Ciebie. 
Do utworu nakręcono teledysk.